# Freda Payne
Freda Payne (Detroit, 1942. szeptember 19. –) amerikai énekesnő, színésznő.
Payne az 1960-as évek közepétől az 1980-as évek közepéig zenei pályafutásáról lett ismert. Legsikeresebb dala az 1970-es „Band of Gold” című sláger volt. Payne musical- és filmszínésznő is volt, valamint egy tévés talkshowkat is vezetett.

## Pályakép
Az iskolában modellkedett, balettet és afro-cuban táncot tanult. 1956-ban szerepelt az országosan sugárzott Ted Mack The Original Amateur Hour című műsorban, énekelt a WJR rádió Make Way for Youth című műsorában, számos más helyi televíziós és rádióműsorban. Amikor 1959-ben végzett a Central High Schoolban, turnézni kezdett és a énekelt Duke Ellington együttesével.
Első albuma, az „After the Lights Go Down” az Impulse! Records-nál jelent meg 1962-ben.
1963-ban New Yorkba költözött, és fellépett a The Tonight Show-ban Johnny Carsonnal, a Merv Griffin Show-ban és a Dick Cavette Show-ban. 1964-ben csatlakozott a Four Tops vokálegyütteshez, Billy Eckstine-hez és Nipsey Russellhez a Quincy Jones Touron. Aztán Payne játszott a Hallelujah Baby című filmben (1967), fellépett az Equity Theatre „Lost in the Stars” című produkciójában is.
1969-ben leszerződött az Invictus Records kiadóval, amelyet régi detroiti barátai − Brian Holland, Edward Holland, Jr. és Lamont Dozier − vezettek.
A Band of Gold című albuma 1970-ben jelent meg, az Egyesült Királyságban az 1., az Egyesült Államokban pedig a 3. helyen végzett: ez volt az első aranylemeze. Sláger lett a Deeper and Deeper, a You Brought Me Joy, és a háborúellenes Bring the Boys Home.
Ahogy sikerei egyre nőttek, elkezdett szerepelni különböző tévéműsorokban, és turnézott az Egyesült Királyságban, Németországban és Japánban. Payne 1980-ban és 1981-ben vezette a „Today's Black Woman” című talkshow-t, aztán beszállt Duke Ellington „Sophisticated Ladies” című revűjébe 1982-ben.
Payne filmjei között van a „Private Obsessionin”, 1995; „Sprungin”, 1997; „Ragdollin”, 1999; „The Nutty Professor II: The Klumpsin,” 2000; „Fire and Icein, 2001” is.

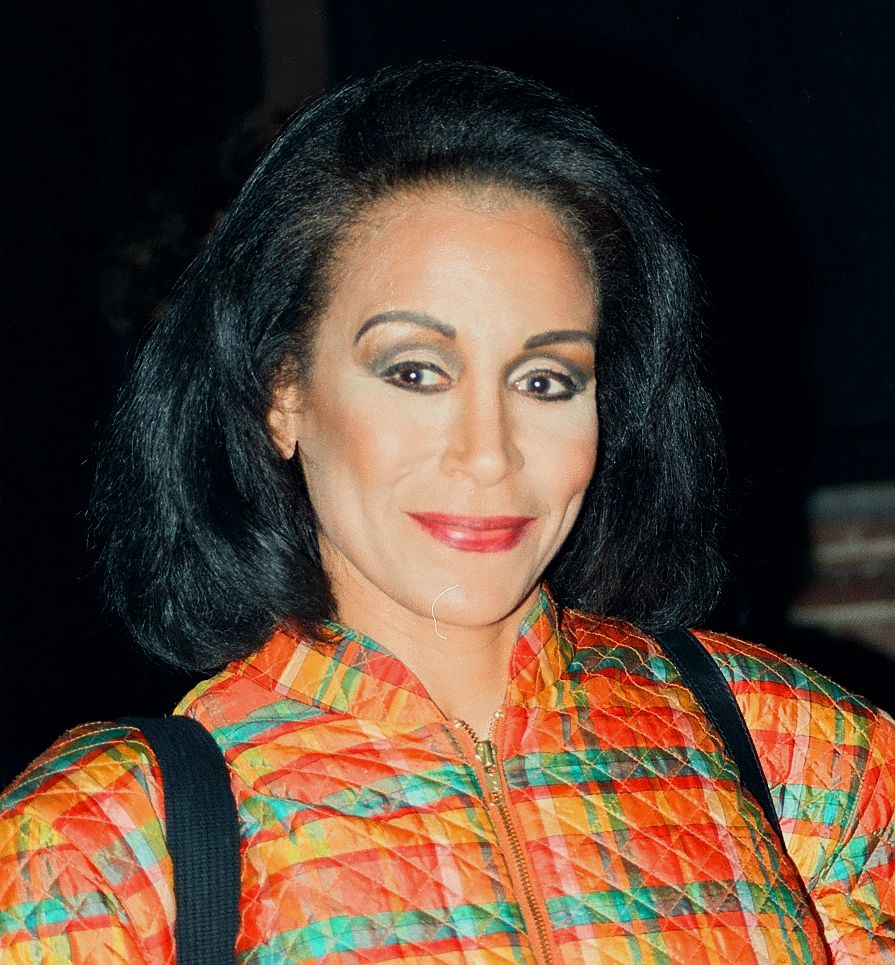
Freda Payne, 1998-ban

Huszonegy albumot adott ki.

## Stúdióalbumok
- 1963: After the Lights Go Down Low and Much More!
- 1966: How Do You Say I Don't Love You Anymore
- 1970: Band of Gold
- 1971: Contact
- 1973: Reaching Out
- 1974: Payne & Pleasure
- 1975: Out of Payne Comes Love
- 1977: Stares and Whispers
- 1978: Supernatural High
- 1979: Hot
- 1996: Christmas With Freda and Friends
- 2001: Come See About Me
- 2007: On the Inside

### Live
- 1965: Freda Payne in Stockholm − & Don Gardner Quintet, Dee Dee Ford, Jimmy Ricks (svéd: 1965, USA: 1971)
- 1996: An Evening with Freda Payne: Live in Concert
- 1999: Live in Concert

## Kislemezek
1982: In Motion

1977: Love Magnet

1975: It's Yours To Have

1973: Two Wrongs Don't Make A Right

1972: The Road We Didn't Take

1971: Bring The Boys Home

1971: Cherish What Is Dear To You

1971: You Brought The Joy

1970: Band Of Gold

1970: Deeper & Deeper

1970: The Unhooked Generation

1982: In Motion

1977: Love Magnet

1975: It's Yours To Have

1973: Two Wrongs Don't Make A Right

1972: The Road We Didn't Take

1971: Bring The Boys Home

1971: Cherish What Is Dear To You

1971: You Brought The Joy

1970: Band Of Gold

1970: Deeper & Deeper

1970: The Unhooked Generation

## Filmek
- Freda Payne az IMDb-n

## Díjak
- Billboard Hot 100